# Grand Prix automobile de Bordeaux
Ne doit pas être confondu avec Grand Prix de Bordeaux.
Le Grand Prix automobile de Bordeaux était une compétition automobile internationale organisée par l'AC du Sud-Ouest (ACSO), qui se courut durant la première moitié des années 1950 entre la fin du mois d'avril et le début de celui de mai.

## Histoire
La première édition avec des voitures aux puissances réellement conséquentes a lieu sur un circuit urbanisé dans la commune de Saint-Médard-en-Jalles (au nord-ouest de Bordeaux), grossièrement rectangulaire à large base couvrant l'ouest de la localité, en empruntant la route de Lacanau vers Bordeaux, puis an passant par Hastignan, Picot et l'avenue de Monteillon longue de 1,8 kilomètres. Il n'y a pas de suite immédiate à cette course, organisée par l'ACSO, comme antérieurement pour des évènements aux Quatre Pavillons puis au Parc bordelais, et ultérieurement aux Quinconces.
Après-guerre l'épreuve se dispute encore, désormais donc à quatre reprises consécutives sur le circuit des Quinconces, qui a été créé pour l'occasion par Louis Baillot d’Estivaux le Président de l'ACSO et par son équipe, d'une longueur de 2,457 kilomètres.
À la suite de l'accident du Mans en 1955, l'édition 1956 de la course est annulée, car les nouvelles conditions de sécurité imposées ne sont plus réunies sur place.
En 1987 une édition commémorative de la course est montée sur le même parcours des Quinconces, pour les 90 ans de l'ACSO avec Trintignant, Gonzalez et Fangio dans sa Gordini, devant 50 000 personnes.

## Palmarès
| Année     | Date      | Pilote                | Voiture             | Équipe                    | Catégorie                | Distance       | Tours                        | Durée (moyenne horaire)         |
| --------- | --------- | --------------------- | ------------------- | ------------------------- | ------------------------ | -------------- | ---------------------------- | ------------------------------- |
| 1928,     | 8 juillet | Pierre Darroman       | Amilcar             | ?                         | Cyclecars et Voiturettes | 270,2 à 328 km | 33 à 40 selon les catégories | 3 h 28 min 9 s (91,704 km/h)    |
| 1929      | 23 juin   | Hector David,         | Salmson             | ?                         | Cyclecars                | 76 km          | 50                           | 1 h 4 min 19 s (70,9 km/h)      |
| 1930-1931 | Non couru | Non couru             | Non couru           | Non couru                 | Non couru                | Non couru      | Non couru                    | Non couru                       |
| 1932      | 26 juin   | Lucien Demazel        | Salmson             | Privée                    | Formule libre            | 272,6 km       | 58                           | 2 h 56 min 30 s 2 (92,666 km/h) |
| 1933-1950 | Non couru | Non couru             | Non couru           | Non couru                 | Non couru                | Non couru      | Non couru                    | Non couru                       |
| 1951      | 29 avril  | Louis Rosier          | Talbot-Lago T26C-DA | Écurie Rosier             | Formule 1                | 302,211 km     | 123                          |                                 |
| 1952      | Non couru | Non couru             | Non couru           | Non couru                 | Non couru                | Non couru      | Non couru                    | Non couru                       |
| 1953      | 3 mai     | Alberto Ascari        | Ferrari 500         | Scuderia Ferrari          | Formule 1                | 294,84 km      | 120                          |                                 |
| 1954      | 9 mai     | José Froilán González | Ferrari 625         | Scuderia Ferrari          | Formule 1                | 302,211 km     | 123                          |                                 |
| 1955      | 24 avril  | Jean Behra            | Maserati 250F       | Officine Alfieri Maserati | Formule 1                | 302,211 km     | 123                          |                                 |

## Remarques
- Encore le 24 avril 1955, une deuxième compétition distincte dite Grand Prix est organisée, pour voitures de sport, et remportée par l'allemand Kurt Ahrens sur Porsche 550 (en moins d'une heure), devant Marcel Balsa avec la même voiture[15].
- Toujours le 24 avril 1955, une troisième compétition distincte dite Grand Prix est organisée, cette fois pour de plus faible cylindrée et remportée par le français Raymond Rispal[16],[17], sur sa Renault 4CV modèle 747 (course des 1,1 l)[18].